# Oxidare
Oxidarea este o reacție chimică prin care se adaugă un atom de oxigen la molecula unei substanțe, care poate fi atât organică, cât și un compus anorganic. Practic orice ardere este o oxidare. Oxuidarea este o combinare cu oxigen. Este acoperire cu oxid, ruginire.
Oxidare (cedare de electroni):
{\displaystyle \mathrm {A\longrightarrow A^{+}+e^{-}} }
Substanța A cedează un electron.
Reducere (acceptare de electroni):
{\displaystyle \mathrm {B+e^{-}\longrightarrow B^{-}} }
Electronul este acceptat de substanța B.
Reacție de oxidoreducere (redox):
{\displaystyle \mathrm {A+B\longrightarrow A^{+}+B^{-}} }
Substanța A cedează un electron substanței B.
Reacțile de oxidare decurg în mai multe moduri: 
1. Oxidare completă
2. Oxidare incompletă
3. Oxidare degratativă
4. Autooxidarea